# Nightwish
Nightwish er et finsk metal band fra Kitee, Finland, dannet i 1996 af sangskriver/keyboard Tuomas Holopainen, guitarist Emmpu Vuorinen og bandets tidligere sangerinde Tarja Turunen. Nightwish er et af Finlands mest succesfulde bands med mere end 8 millioner albummer og singler solgt på verdensplan, derudover har bandet fået 1 sølv-, 11 guld-, og 31 platinplader.
Selvom Nightwish har været fremtrædende i deres hjemland siden udgivelsen af deres første single, "The Carpenter" (1997) og debutalbummet Angels Fall First (1997) opnåede ikke et internationalt gennembrud før udgivelsen af Oceanborn i 1998. Herefter fulgte Wishmaster (2000) og Century Child (2002) som yderligere gjorde dem populære uden for Finland.
Deres album, Once (2004), solgte mere end 1 million eksemplarer, og førte til at Nightwish' musikvideoer blev vist på MTV i USA. Ligeledes blev flere af deres sange brugt på Amerikanske soundtracks. Deres største hit i USA er singlen, "Wish I Had an Angel" (2004), der blev brugt på 3 film soundtracks som et middel til at fremme bandets nordamerikanske turné.
Bandet producerede yderligere tre singler og to musikvideoer til albummet, samt "Sleeping Sun" (2005), og "best of" opsamlingsalbum, Highest Hopes, før forsanger Tarja Turunens afsked i oktober 2005 efter bandets koncert i Hartwell Areena.
I maj 2007, blev tidligere Alyson Avenue frontfigur, Anette Olzon, afsløret som Turunens efterfølger, og i efteråret 2007, udgav bandet albummet Dark Passion Play, som har solgt næsten 2 millioner eksemplarer. Den tilhørende tour startede den 6. oktober 2007 og sluttede den 19. september 2009 i Hartwell Areena. Ligeledes blev der i marts 2009 udgivet en ny EP/live album, Made in Hong Kong (And a various of other places), som MCD/DVD.
1. oktober 2012 offentliggjorde Nightwish at Anette Olzon ikke længere var en del af bandet, og Floor Jansen ville erstatte hende på resten af deres verdensturne.
I juli 2019 annoncerede Nevalainen, der hgavde været inaktiv siden 2014 grundet søvnløshed, at han ikke ville komme tilbage til bandet, og Kai Hahto, der havde været vikar siden 2014, var blevet den officielle trommeslager. Bassisten Marko Hietala stoppede i gruppen i januar 2021 og det blev annonceret at Jukka Koskinen ville overtage efter ham i august 2022.
Bandets seneste album, Yesterwynde  udkom i 2024.
Nightwish er det tredje-bedst sælgende band og musikgruppe i Finland med certificeret salg op næsten 900.000 eksemplarer i landet. Gruppen er også det mest succesfulde finske band på verdensplan med mere end 10 millioner solgte albums og de har modtaget mere end 60 guld- og platinpriser, og har haft seks nummer-1 albums og 13 singler der har nået førstepladsen. Den 26. oktober 2018 blev Nightwish indskrevet i Finnish Music Hall of Fame og blev æresgalleriets 11. medlem.

## Historie

### Bandet dannes (1996)
Efter at have spillet keyboard i flere heavy metal bands i 1990'erne, herunder Nattvindens Gråt og Darkwoods My Betrothed besluttede Tuomas Holopainen at oprette sit eget projekt – ideen til Nightwish var født.
I 1996 mens han sad om et lejrbål, blev de grundlæggende elementer skabt: eksperimenterende akustisk musik, han selv skrev, men med et særskilt lyd og atmosfære, spillet på hans keyboard.
Han inviterede ven og skolekammerat Erno "Erno" Vuorinen til at spille akustisk guitar, og den klassiske sangerinde Tarja Turunen, der delte den samme musiklærer, Plamen Dimov. De tre musikere indspillede deres selvstændige titlen akustiske demo i vinteren 1996 indeholdende sangene "Nightwish", "The Forever Moments" og en tidlig version af "Etiäinen".
Efter registreringen af Nightwish' demo, indså Holopainen, at Turunens operastemme var for stærk til et akustisk band, og besluttede at omdanne bandet til heavy metal band.

### Angels Fall First(1997)
I begyndelsen af 1997 kom trommeslageren Jukka Nevalainen med i bandet. Samtidigt blev den akustiske guitar skiftet ud med en el-guitar. Begge forandringer kom som følge af Holopainens beslutning om at ændre Nightwish til et metalband som det ser ud i dag.
I april 1997 gik bandet i studiet og indspillede syv nye sange og en ændret version af demosangen "Etiäinen". Disse sange var senere at finde på limited edition-udgaven af deres debutalbum Angels Fall First. I maj samme år fik bandet en kontrakt med det finske pladeselskab Spinefarm Records, som de skrev kontrakt med om to album. Angel Falls First blev udgivet i november samme år, og nåede en 31. plads på den finske albumhitliste. Singlen The Carpenter, som var en delesingle mellem Nightwish, Children of Bodom og Thy Serpent, var blevet udgivet inden albummet, og nåede 3. pladsen på den finske singlehitliste.
Modtagelsen af Angels Fall First var blandet. All Music Guide gav albummet 2 og af 5 stjerner og kilder som The Metal Observer syntes at Nightwishs debutalbum slet ikke kan sammenlignes med deres senere plader.
I december 1997 spillede bandet deres første koncert, mere end et år efter de startede, i deres hjemby Kitee i Finland. I vinteren 1997-1998 optrådte bandet blot 7 gange, da trommeslager Nevalainen og guitarist Vourinen færdiggjorde deres militærtjeneste og Turunen studerede. I løbet af vinteren forlængede Spinefarm Records bandets kontrakt fra to til tre album.

### Oceanborn (1998-1999)
I 1998 kom bassisten Sami Vänskä, en af Holopainens gamle venner, med i bandet. Efter at have indspillet deres første musikvideo til sangen "The Carpenter" fra debutalbummet, udgav de Oceanborn. Albummet var teknisk sværere og mere progressivt end det første album, specielt hvad angår sangenes komposition og arrangement. Albummet var Nightwishs første med en gæstesanger, da Tapio Wilska (tidligere sanger i Finntroll) sang på to sange ("Devil and the Deep Dark Ocean" og "The Pharaoh Sails to Orion"). Oceanborn opnåede 5. plads på den finske albumhitliste, og den første single fra albummet, Sacrament of Wilderness, røg direkte ind på en førsteplads på hitlisten, hvor den blev i flere uger.
Det anden single fra albummet var Walking in the Air, et coverversion af Howard Blakes sang fra soundtracket til The Snowman. Det havde været Holopainens drøm at indspille en coverversion af den lige siden han som 7-årig så "The Snowman" for første gang.
I 1999 indspillede bandet singlen Sleeping Sun (Four Ballands of the Eclipse) under solformørkelsen i Tyskland. Singlen solgte 15 000 eksemplarer i Tyskland i den første måned, og indeholdt sangene "Sleeping Sun", "Walking in the Air", "Angels Falls First" og "Swanheart". Sangen "Sleeping Sun" blev bandets tredje musikvideo og kendt som en af Nightwishs mest kendte sange, sammen med de senere sange "Nemo" og "Wish I Had an Angel".
Oceanborn solgte til guld i august året efter udgivelsen.

### Wishmaster (2000)
I 2000 deltog Nightwish i Finlands Melodi Grand Prix med sangen Sleepwalker, som senere blev udgivet på specialudgaven af Wishmaster. De sluttede på 2. plads i konkurrencen efter at have vundet flest seerstemmer, men være blevet slået af jurystemmerne. Finland blev i stedet repræsenteret af Nina Åström.
I maj blev bandets tredje studiealbum, Wishmaster udgivet. Albummet gik direkte ind på førstepladsen på den finske hitliste, og blev der i tre uger. Samtidig solgte albummet til guld på under de tre uger. Selv da længe ventede album fra Iron Maiden og Bon Jovi blev udgivet cirka samtidig, blev Wishmaster udnævnt som "månedens album" af det tyske magasin "Rock Hard".
Albummet blev fulgt af en single, The Kinslayer – en sang som Holopainen havde skrevet om Columbine-massakren. Sangen indeholder en dialog mellem Tarja Turunen og gæstesangeren Ike Vil.

### Over the Hills and Far Away / Century Child (2001-2003)
I 2001 indspillede Nightwish en coverversion af Gary Moores "Over the Hills and Far Away", to andre nye sange og en genindspilning af sangen "Astral Romance". Disse blev udgivet på en ep som fik titlen Over the Hills and Far Away. På ep'en medvirker to gæstesangere: Tony Kakko (fra power metal-bandet Sonata Arctica) og Tapio Wilska igen. Bandet udgav også en vhs, dvd og cd med livemateriale som var blevet optaget ved en koncert i Tammerfors 29. december 2000. Disse fik titlen From Wishes to Eternity. Kort efter blev bassiten Sami Vänskä udskiftet med Marko Hietala, som forlod sit daværende band Sinergy. Hietala fik også til opgave at synge på visse sange. Holopainen har senere sagt at han og Vänskä fortsat holder kontakt med hinanden.[kilde mangler]
I 2002 udgav bandet albummet Century Child og singlerne Ever Dream og Bless the Child.
Albummet adskilte sig fra Nightwishs tidligere album ved, at bandet anvendte et stort finsk orkester i sangene "Bless the Child", "Ever Dream", "Feel For You" og "The Beauty of the Beast". Century Child solgte til guld blot to timer efter den var blevet udgivet, og til platin efter to uger. Nightwish satte også rekord på den finske hitliste, da der aldrig før havde været et så stort mellemrum mellem 1. pladsen og 2. pladsen.[kilde mangler] Efter at have indspillet en musikvideo til Bless the Child blev der indspillet en anden video til End of All Hope, helt uden finansiering.[kilde mangler] Videoen indeholder klip fra den finske film Kohtalon kirja.
I 2003 udgav Nightwish en anden dvd, End of Innocence som omhandler bandets historie fortalt af Holopainen og Nevalainens. Dokumentaren indeholder også klip fra livekoncerter, eksklusivt materiale og andet. Turunen giftede sig i sommeren 2003, og der gik rygter om at bandet skulle opløses.[kilde mangler] Bandet fortsatte dog deres karriere

### Once / Highest Hopes (2004-2005)
Et nyt album, Once, blev udgivet 7. juni 2004 sammen med den første single Nemo. Singlen toppede hitlisterne i Finland og Ungarn og nåede top 10 i fem andre lande. Nemo er dermed bandets hidtil mest succesfulde single.
På Once medvirkede igen et stort orkester på ni ud af de elleve sange. Nightwish bestemte sig denne gang for at lede efter et orkester udenfor Finland, og valget faldt på London Session Orchestra. Once er bandets andet album som indeholder en sang helt på finska, "Kuolema Tekee Taiteilijan" ("Døden gør en kunstner"). Albummet har solgt til tredobbelt platin i Finland, platin i Tyskland, guld i Sverige og nået førstepladsen i Grækenland, Norge og Ungarn. De tilhørende singler var Wish I Had an Angel (som også var med i soundtracket til filmen Alone in the Dark), Kuolema Tekee Taiteilijan (kun udgivet i Finland og Japan) og The Siren. Foruden den kommercielle succes, så blev Once også rost af anmelderne i positive vendinger, og flere drog paralleller til Oceanborn.
Succesen med albummet gav bandet muligheden for en verdensturné, Once World Tour, og de fik derigennem spillet i mange lande, som de ikke tidligere havde besøgt. Nightwish optrådte også ved VM i atletik 2005 som blev afholdt i Helsingfors.
Et "best of"-album blev udgivet i september 2005 og indeholder sange fra alle de udgivne album. Samlingen, Highest Hopes, indeholder også en live-coverversion af Pink Floyds sang "High Hopes". Sangen er den første som Hietala fremfører helt på egen hånd. Udover High Hopes fulgte der også en nyindspilning af "Sleeping Sun" med, som blev udgivet som single. En ny video, som indeholdt et middelalderligt slag, blev indspillet til sangen. Videoen findes på den tyske version af singlen som en separat dvd.

### End of an Era (2005-2006)
Efter at have optaget en koncert i Hartwall Areena i Helsingfors 21. oktober 2005, som skulle udgives på en ny live-dvd (End of an Era blev udgivet i juni 2006), besluttede de fire af Nightwishs medlemmer sig for at det var bedst at fortsætte uden sangerinden Tarja Turunen, noget de forklarede hende i et åbent brev som Holopainen gav Turunen efter koncerten, og efterfølgende lagde op på bandets hjemmeside. Hovedårsagen til Turunens fyring var at bandet ikke syntes af Turunen engagerede sig lige så meget i musikken som tidligere.
Turunen besvarede brevet med et åbent brev, som blev lagt op på hendes egen hjemmeside. Hun fortalte at hendes fyring kom som et chok for hende, samt at hun slet ikke havde fået noget at vide før hun fik brevet. Hun mente derudover at de personlige angreb på hende både var unfair og onde.

### Dark Passion Play (2006-2007)
I 2006 påbegyndte bandet indspilningen af deres sjette album. Arbejdet begyndte med trommerne, derefter guitar, bas og keyboards. Orkester- og korindspilninger blev indspillet i Abbey Road Studios, London, England.
For at bandet kunne finde en afløser for Turunen informerede de 17. marts 2006 om, at sangerinder, som var interesserede i jobbet, kunne indsende demospor som en slags audition. Efter dette begyndte spekulationerne om hvem der kunne tage den succesfulde Turunens plads i bandet. Bland andet rapporterede magasinet Terrorizer i april 2006 at bandets nye sangerinde skulle blive Sarah Brightman, noget som viste sig at være forkert. Efter flere rygter opstod, endte bandet med at skrive på deres hjemmeside at fans ikke skulle tro på rygter fra andre kilder end bandets medlemmer når det gjaldt den nye sangerinde.
Af samme årsag blev den nye sangerindes identitet afsløret tidligere end planlagt, 24. maj 2006. Anette Olzon fra Katrineholm i Sverige var blevet valgt som Turunens afløser.
"Eva" blev i februar 2007 offentliggjort som den første single fra det nye album. En smagsprøve på sangen blev udgivet på bandets hjemmeside sammen med tre andre, "7 Days to the Wolves", "Master Passion Greed" og "Amaranth", fra det kommende album. Singlen Eva skulle egentlig have været udgivet 30. maj, men sangen blev lækket til en britisk fildelingstjeneste, så den blev i stedet udgivet 25. maj 2007.
13. juni blev navnet på det nye album offentliggjort: Dark Passion Play. Samtidig offentliggjorde bandet navn og omslag på deres anden single fra albummet, Amaranth. Amaranth har også et bonusspor, "While Your Lips Are Still Red", skrevet af Holopainen som hovedspor til den finske film Leiksa!. Teknisk set er det ikke en Nightwish-sang eftersom den kun har Marko på sang, Tuomas på keyboard og Jukka på trommer. Sangens video blev officielt udgivet 15. juni.
Singlen Amaranth blev udgivet 22. august. Amarath solgte til guld i Finland to dage efter udgivelsen.
Dark Passion Play blev udgivet i Europa i den sidste uge i september 2007; i Storbritannien 1. oktober og i USA 2. oktober. Albummet blev udgivet i tre versioner: en cdm en dobbelt-cd som indeholder en bonussang på første cd samt en anden cd med instrumentale version, og en limited edition med tre cd'er – dobbelt-cd'en samt en cd med bonussange og demoversioner.
Albummet er mere frigjort fra den kvindelige vokal end de tidligere album,[kilde mangler] hvilket sandsynligvis har noget at gøre med at Turunen ikke længere er med i bandet. Marko Heitala synger på flere sange end nogensinde tidligere.[kilde mangler]
Flere magasiner, deriblandt Kerrang!, har bemærket at efter Turunen forlod bandet er de blevet mere frigjorte i deres musik.[kilde mangler] Deres brug af et 175-mand stort orkester har resulteret i at bandet bliver kaldt for "Epic metal" af mange fans[kilde mangler] – specielt det 14 minutter lange åbningsnummer "The Poet and the Pendulum".[kilde mangler] Albummet fik 5 ud af 5 stjerner af Kerrang!

### Den nye æra (2007-)
22. september 2007 optrådte bandet i en hemmelig koncert på en rockcafe i Tallinn, Estland, hvor de udgav sig for at være "Nachtwasser", som angiveligt skulle være et Nightwish-coverband.
Deres første officielle koncert med Anette Olzon som sangerinde var i Tel Aviv, Israel 6 oktober 2007.
Den tredje single fra albummet blev rapporteret som værende Bye Bye Beautiful, og der blev indspillet en musikvideo til sangen sammen med Amaranth og blev udgivet i september 2007. Bandet ombestemte sig dog, og den tredje single fra albummet blev "Erämaan viimeinen", en tidligere udgivet version af "Last of the Wilds" som er instrumetal på albummet. I single-versionen har den dog sang. Den blev udgivet i Finland 5 december 2007. Sangen fremføres af Jonsu fra det finske pop-rockband Indica.
8. januar 2008 blev det rapporteret at Bye Bye Beautiful skulle blive den fjerde single fra albummet Dark Passion Play. Den blev udgivet 15. februar i to versioner, dvd og cd.

## Medlemmer
| Nuværende medlemmer - Tuomas Holopainen – keyboards, klaver, synthesizer (1996–nu), vocals (1996–1998) - Emppu Vuorinen – guitar (1996–nu), bas (1997) - Jukka Nevalainen – Trommer, percussion (1997–2014; på pause) - Troy Donockley – uilleann pipes, tinwhistle, low whistle, guitar, bouzouki, bodhrán, vocals (2013–nu; studiemusiker: 2007–2013) - Floor Jansen – forsanger (2013–nu; tourmedlem: 2012–2013) studie / tourmedlemmer - Kai Hahto – trommer (2014–nu) | Tidligere medlemmer - Tarja Turunen – forsanger (1996–2005) - Sami Vänskä – bas (1998–2001, gæst 2016) - Anette Olzon – forsanger (2007–2012) - Marko Hietala – bas, vokal (2001–2021), akustisk guitar (2006-2021) Tidligere studiemusikere - Samppa Hirvonen – basguitar (1997–1998, live) - Marianna Pellinen – keyboard, baggrundsvokal (1997–1998, live) - Esa Lehtinen – fløjte (1997–2000, studie) |

### Gæstekunstnere
- Tony Kakko (Sonata Arctica) – From Wishes to Eternity, Over the Hills and Far Away og genindspilningen af Astral Romance fra 2001.
- Tapio Wilska (eks-Finntroll, Sethian) – Oceanborn, Over the Hills and Far Away" og From Wishes to Eternity.
- Ike Vil (Babylon Whores) – The Kinslayers stemme på Wishmaster.
- John Two-Hawks – Once og End of an Era.
- Sam Hardwick – Dead Boys' stemme på Wishmaster og Century Child.
- London Session Orchestra – Once, Dark Passion Play og Imaginaerum.
- Metro Voices – Once og Dark Passion Play.
- Senni Eskelinen – Kantele på Dark Passion Play.
- Samppa Hirvonen – live-bas (1997).
- Marjaana Pellinen – live-sang (1997).

## Diskografi

### Albummer
- Angels Fall First (1996)
- Oceanborn (1998)
- Wishmaster (2000)
- Century Child (2002)
- Once (2004)
- Dark Passion Play (2007)
- Imaginaerum (2011)
- Endless Forms Most Beautiful (2015)
- Human. :II: Nature. (2020)
- Yesterwynde (2024)

### Ep'er
- Over the Hills and Far Away (2001)

### Singler
- The Carpenter (1997)
- Sacrament Of Wilderness (1998)
- Walking In The Air (1999)
- Sleeping Sun (1999)
- Deep Silent Complete (2000)
- Ever Dream (2001)
- Bless The Child (2002)
- Nemo (2004)
- Wish I Had An Angel (2004)
- Kuolema Tekee Taiteilijan (2004)
- The Siren (2005)
- Sleeping Sun '05 2005)
- Eva (2007)
- Amaranth (2007)
- Bye Bye Beautiful (2007)
- Élan (2015)

### Dvd'er
- From Wishes To Eternity (2001)
- End of Innocence (2003)
- Once (DVD-Audio) (2005)
- End of An Era (2006)

## Turnéer
- Summer of Wilderness (1999)
- Oceanborn Europe Tour (1999)
- Wishmaster World Tour (2000–2001)
- World Tour of the Century (2002–2003)
- Once Upon a Tour (2004–2005)
- Dark Passion Play World Tour (2007–2009)
- Imaginaerum World Tour (2012–2013)
- Endless Forms Most Beautiful World Tour (2015–2016)
- Decades: World Tour (2018)
- Human. :II: Nature. World Tour (2021–2023)